# Лижні перегони на зимових Олімпійських іграх 2010 — естафета 4 x 5 км (жінки)
Жіноча лижна естафетна гонка на Олімпіаді у Ванкувері відбулася 25 лютого 2010 в Олімпійському парку Вістлера.

## Результати
| Місце | Стартовий номер | Країна                                                                           | Час                                       | Відставання |
| ----- | --------------- | -------------------------------------------------------------------------------- | ----------------------------------------- | ----------- |
| 1     | 4               | Норвегія Вібеке Скофтеруд Терезе Йогауг Крістін Стормер Стейра Маріт Бйорген     | 55:19.5 14:49.9 14:46.5 12:53.2 12:49.9   | 0.0         |
| 2     | 2               | Німеччина Катрін Целлер Еві Захенбахер-Штеле Міріам Гесснер Клаудія Нюстад       | 55:44.1 14:53.7 15:00.6 12:52.0 12:57.8   | +24.6       |
| 3     | 1               | Фінляндія Пірйо Муранен Вірпі Куйтунен Ріїтта-Ліїсса Ропонен Айно-Кайса Саарінен | 55:49.9 15:32.4 14:35.7 12:38.2 13:03.6   | +30.4       |
| 4     | 5               | Італія Аріанна Фолліс Маріанна Лонга Сільвія Рупіл Сабіна Вальбуса               | 56:04.9 14:58.6 14:29.4 13:01.8 13:35.1   | +45.4       |
| 5     | 3               | Швеція Анна Ульссон Магдалена Паяла Шарлотта Калла Іда Інгемарсдоттер            | 56:18.9 14:47.1 15:35.6 12:25.0 13:31.2   | +59.4       |
| 6     | 9               | Франція Орор Квіне Карін Лоран Філіппо Селія Буржуа Сесіль Сторті                | 56:30.6 15:13.3 14:38.8 12:59.9 13:38.6   | +1:11.1     |
| 7     | 8               | Росія Ольга Зав'ялова Ірина Хазова Євгенія Медведцева Наталія Коростельова       | 57:00.9 15:15.2 15:19.0 13:01.1 13:25.6   | +1:41.4     |
| 8     | 7               | Японія Нацумі Мадока Ісіда Масако Фукуда Нобуко Касівабара Мічіко                | 57:40.4 15:03.0 14:50.4 13:34.5 14:12.5   | +2:20.9     |
| 9     | 11              | Казахстан Олена Коломіна Оксана Яцька Тетяна Рошина Світлана Малахова-Шишкіна    | 58:23.3 15:29.1 15:25.7 13:47.7 13:40.8   | +3:03.8     |
| 10    | 10              | Білорусь Настасія Дуборезова Олена Саннікова Ольга Васильонок Катерина Рудакова  | 58:28.4 15:36.5 15:29.2 13:22.1 14:00.6   | +3:08.9     |
| 11    | 14              | США Кіккан Рендол Голлі Броокс Морган Аррітола Кейтлін Комптон                   | 58:57.5 14:57.5 16:12.8 13:41.6 14:05.6   | +3:38.0     |
| 12    | 13              | Чехія Ева Нівлтова Каміла Райдлова Івана Янечкова Ева Скальникова                | 59:11.2 15:15.0 15:28.9 13:34.3 14:53.0   | +3:51.7     |
| 13    | 12              | Україна Тетяна Завалій Катерина Григоренко Марина Анцибор Валентина Шевченко     | 59:25.7 15:38.1 16:16.7 13:34.2 13:56.7   | +4:06.2     |
| 14    | 16              | Словенія Аня Ерзен Катя Вішнар Весна Фаб'ян Барбара Єзершек                      | 59:47.5 16:00.8 16:32.3 13:25.0 13:49.4   | +4:28.0     |
| 15    | 15              | Канада Дарія Гаязова Періенн Джонс Чандра Кроуфорд Мадлейн Вільямс               | 1:00:05.0 15:35.8 16:14.7 14:17.7 13:56.8 | +4:45.5     |
| DSQ   | 6               | Польща Корнелія Марек Юстина Ковальчик Пауліна Мацюшек Сильвія Яшковець          | 56:29.4 15:25.3 14:00.3 13:38.4 13:25.4   | +1:09.9     |